# Confédération nationale du travail (Espagne)
Pour les articles homonymes, voir Confédération nationale du travail et CNT.

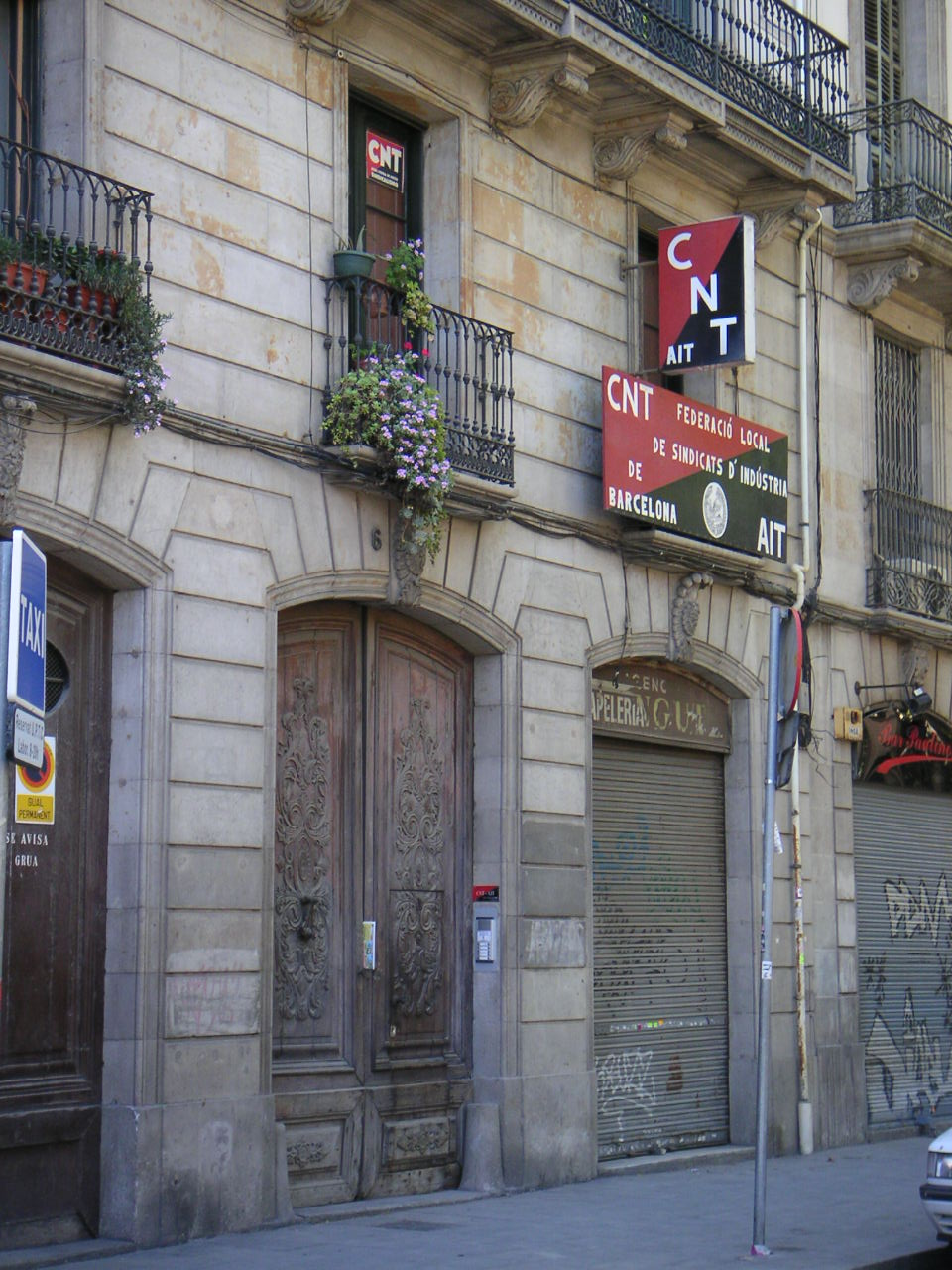
Siège de la CNT à Barcelone.

La Confédération nationale du travail (Confederación Nacional del Trabajo ou CNT) est une organisation anarcho-syndicaliste fondée en 1910 à Barcelone (Catalogne, Espagne).
Elle est à l'origine le produit des compromis politiques entre différents groupes, collectifs et forces sociales, synthétisés dans la notion de communisme libertaire qu’il s’agit d’instaurer selon les principes de l’anarcho-syndicalisme.
La CNT est à la fois une structure syndicale de masse portée à l'amélioration de la condition ouvrière et au contractualisme, et en même temps, une organisation révolutionnaire de rupture politique radicale, facilement gagnée par le spontanéisme révolutionnaire.
La Première Guerre mondiale s'accompagne en Espagne, pays non belligérant, d'un boom économique sans précédent. La population ouvrière augmente rapidement. La CNT voit ses effectifs passer de 15 000 adhérents en 1915 à un million en 1919.
En mai 1936, lors de son congrès de Saragosse, la CNT fait la synthèse entre ses deux tendances historiques : anarchiste « pure » et syndicaliste « pragmatique » (« possibilisme libertaire ») autour d'un projet de communisme libertaire qui fait de la commune la pièce maîtresse de la société post-révolutionnaire.
En 1936, elle est la plus importante confédération syndicale quand éclate la guerre civile, avec 1 557 000 adhérents.
En 1976, un an après la mort du Général Franco, la CNT est à nouveau autorisée. Elle devient un puissant syndicat d'environ cent mille adhérents. Elle est toutefois affaiblie, en 1977, par une scission qui aboutit à la création de la Confédération générale du travail (Espagne). CNT et CGT revendiquent ensuite l'une et l'autre plus de cinquante mille syndiqués.

## Les origines

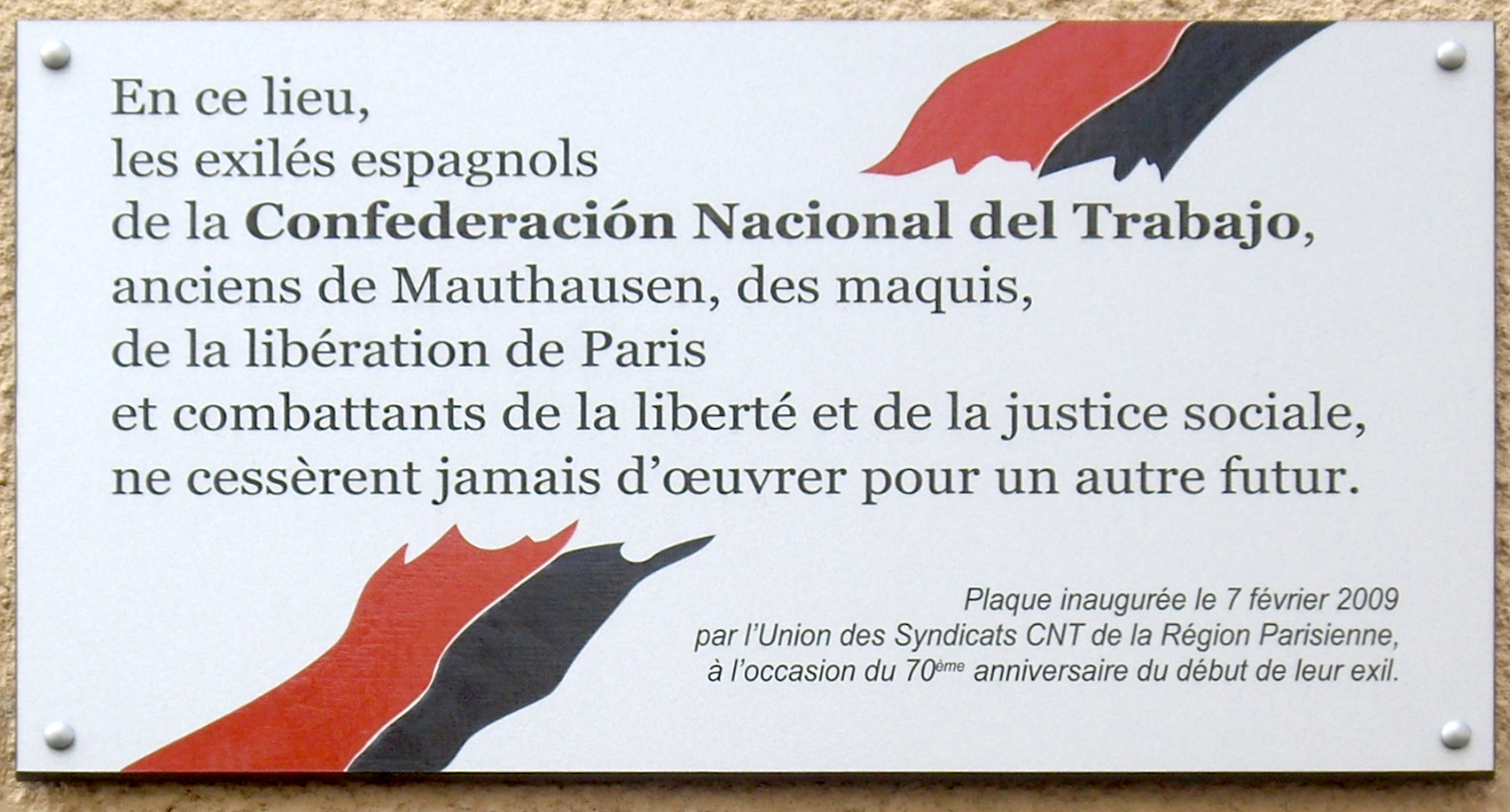
Plaque commémorative de la CNT à Paris au n° 33 de la rue des Vignoles

La CNT trouve son origine dans les noyaux ouvriers anarchistes militants de la première Association internationale des travailleurs (AIT) des années 1860. La section espagnole de l'AI est — comme sa sœur latine italienne — plutôt influencée par les idées anti-autoritaires de Bakounine. Après l'éclatement de l'AIT, plusieurs sociétés ouvrières de résistances persistent, notamment la société Solidaridad Obrera à Barcelone.
La réunion de plusieurs de ces sociétés autour du déjà fort noyau catalan, en 1910, aboutit à la création de la CNT. Elle est créée en opposition au syndicat majoritaire, l'Unión General de Trabajadores (UGT), socialiste, lié au Partido Socialista Obrero Español (PSOE). Juste après le premier Congrès de la CNT, en 1911, le syndicat est déclaré illégal en raison d'une grève générale, ce jusqu'en 1914.
À partir de 1916, ses relations avec l'UGT évoluent : les deux organisations appellent ensemble à la grève générale en 1917. Les liens entre les deux syndicats sont ainsi resserrés, et au second congrès de la CNT (1919), la possibilité de fusionner afin de rebâtir l'unité de la classe ouvrière est évoquée. Lors de ce congrès, les liens provisoires avec la IIIe Internationale sont approuvés par le vote des militants, lesquels mandatent plusieurs membres pour de se rendre en Russie afin de se faire une opinion valable. Précisément, la visite de Ángel Lash en Russie contribue à décider les CNTistes de rompre définitivement avec cette organisation(?) en 1922.

## Les premières luttes
En Catalogne, la crise industrielle de 1918 incite des milliers de travailleurs à rejoindre les rangs de la CNT. La CNT est alors un véritable mouvement de masse avec 800 000 adhérents en 1919. De son foyer catalan, elle irradie vers d’autres régions, en particulier le Levant (Valence) et l’Andalousie rurale, et ultérieurement l’Aragon.
En guise de riposte à l'expansion de l'organisation ouvrière, la bourgeoisie réplique en instaurant dans plusieurs villes le pistolérisme, c'est-à-dire l'emploi de mercenaires armés pour attaquer les militants ouvriers et réprimer l'agitation sociale.
En mars 1923, immédiatement après l’assassinat du célèbre dirigeant barcelonais Salvador Seguí, la CNT crée un Comité d’action composé de Juan Peiró, Camilo Piñón, Narciso Marcó et Ángel Pestaña, qui charge Juan García Oliver d’obtenir par tous les moyens les fonds nécessaires à la lutte armée. Le groupe Los Solidarios constitué pour l'occasion aura pour objectif l'achat et le stockage d'armes dans le but de riposter au pistolérisme patronal et d'anticiper une future dictature du général Miguel Primo de Rivera.
En septembre 1923, avec le coup d’État du dictateur Miguel Primo de Rivera, la CNT, interdite, passe dans la clandestinité.
En 1927, des anarchistes de la CNT constituent la Federación Anárquista Ibérica (FAI), dont le but affiché est de lutter contre les déviations tant réformistes que les infiltrations bolcheviques dans la CNT, mais aussi d'assurer la protection des militants face à la répression tant des tueurs patronaux (pistolerismo) que de l'État (ley de fuga : loi de fuite). La FAI se charge également des activités clandestines et armées que la CNT ne peut pas assumer officiellement.
Des débats internes agitent la confédération, entre la ligne « possibiliste » des « syndicalistes » pour qui la CNT est avant tout une organisation « purement économique », autonome par rapport à l’idéologie libertaire et la tendance « spontanéiste » regroupée autour de la FAI, pour qui tout projet d’ « anarchisme constructif » porte en lui l’hydre de l’État, oppresseur de l’individu.

## Communisme libertaire et révolution sociale

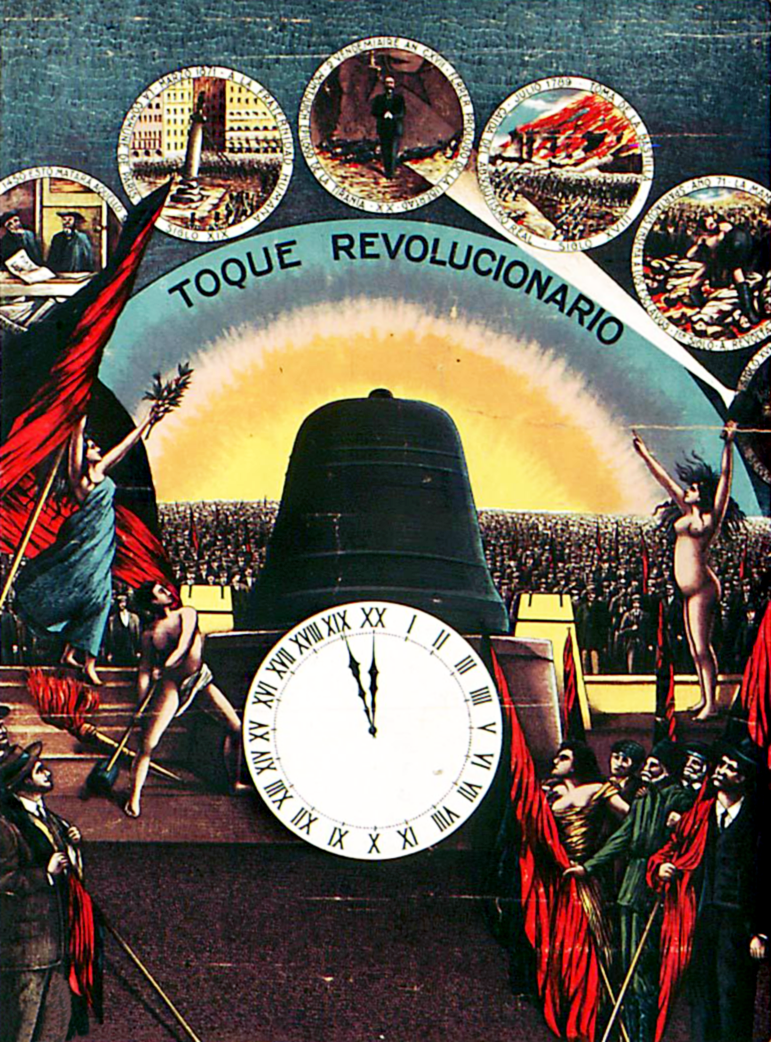
Horloge révolutionnaire, affiche de la CNT dans les années 1930.

En juin 1931, après avoir contribué à l’instauration de la Seconde République, la CNT sort de la clandestinité. À nouveau légales, les organisations libertaires profitent des nouveaux espaces syndicaux et politiques. Cela se traduit par une augmentation sans précèdent de leurs effectifs. À l’automne 1931, la CNT compte 800 000 affiliés, dont 300 000 en Andalousie ainsi qu’en Catalogne.

### 1931: l'opposition entre syndicalistes et anarchistes «purs»
Deux conceptions libertaires s'affrontent. D'un côté, les membres de la Fédération anarchiste ibérique (FAI), fondée en 1927, pensent qu'il faut combattre la république comme la dictature, de l'autre, les « syndicalistes » veulent mettre l'accent sur le combat syndical. Au congrès de 1931, les « syndicalistes » l'emportent sur les « faïstes ». Mais, à force d'intimidations, la FAI reprend la main, et les syndicalistes font scission (Manifeste des Trente).
La CNT adopte alors une conception volontariste et tente par trois fois de forcer le cours des choses en déclenchant des insurrections dans les régions où elle a une base de masse.
C'est l'époque où ceux que l'on surnomme les « anarcho-bolchéviques », menés par Buenaventura Durruti, Francisco Ascaso et Juan Garcia Oliver, passent à l'action. Convaincus que la situation est révolutionnaire, ils parient sur la stratégie de la tension, provoquent des insurrections avec des petits groupes secrets et pensent que face à la répression, le peuple entier se soulèvera. Cette stratégie s’avérera avoir été une impasse.

### Mai 1936: la synthèse autour du communisme libertaire

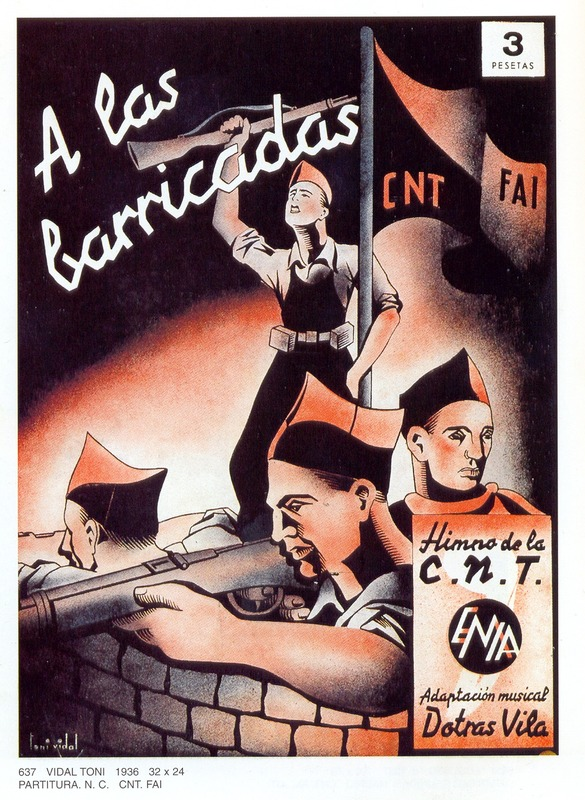
A las barricadas, hymne de la CNT.

En février 1936, les partis de gauche, unis par un pacte d'alliance qui promet la libération de tous les syndicalistes emprisonnés, sont soutenus par la CNT. Le Front populaire remporte les élections, les prisons ouvrent leurs portes.
En mai 1936, au congrès de Saragosse, la CNT parvient à refaire son unité, en rassemblant ses deux tendances : anarcho-syndicalistes et « syndicaliste » (« possibilisme libertaire ») autour de Ángel Pestaña et de l'ex-Parti syndicaliste (Manifeste des Trente ou trentisme). Quelques sections catalanes proches du POUM et prônant une fusion avec l'UGT quittent cependant la centrale pour fonder la Fédération ouvrière d'unité syndicale.
La base d’un projet de communisme libertaire fait de la commune la pièce maîtresse de la société post-révolutionnaire : « Une fois conclue la phase violente de la révolution, seront déclarés abolis la propriété privée, l’État, le principe d’autorité et par conséquent les classes qui divisent les hommes en exploiteurs et exploités, oppresseurs et opprimés. Une fois la richesse socialisée, les organisations de producteurs enfin libres se chargeront de l’administration directe de la production et de la consommation ».
En juillet 1936, lors de l'insurrection des militaires franquistes et des milices d'extrême droite, forte de deux millions d'adhérents (dont beaucoup ont adhéré début 1936), toujours très liée à la FAI, la CNT est la principale composante de la résistance au soulèvement des généraux, particulièrement à Barcelone, ville libérée en quelques heures après le coup d’État du 18 juillet.
Ses militants participent à la « révolution espagnole », vaste mouvement de collectivisation des terres et des industries dans les zones où les conceptions anarchosyndicalistes sont prépondérantes, comme en Aragon.
Les militants de la CNT sont parmi les premiers à se rendre sur le front au sein des milices confédérales et à donner un coup d'arrêt à l'avancée des troupes franquistes, côte à côte avec les soldats restés fidèles à la République et des militants marxistes, dans la Colonne Durruti, la Colonne de Fer (Columna de Hierro), la Colonne Roja y Negra, etc.

## Révolution sociale et guerre civile

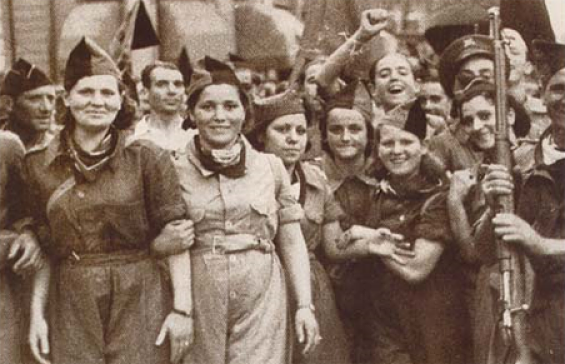
Miliciennes de la CNT-FAI lors de la Révolution sociale espagnole de 1936.

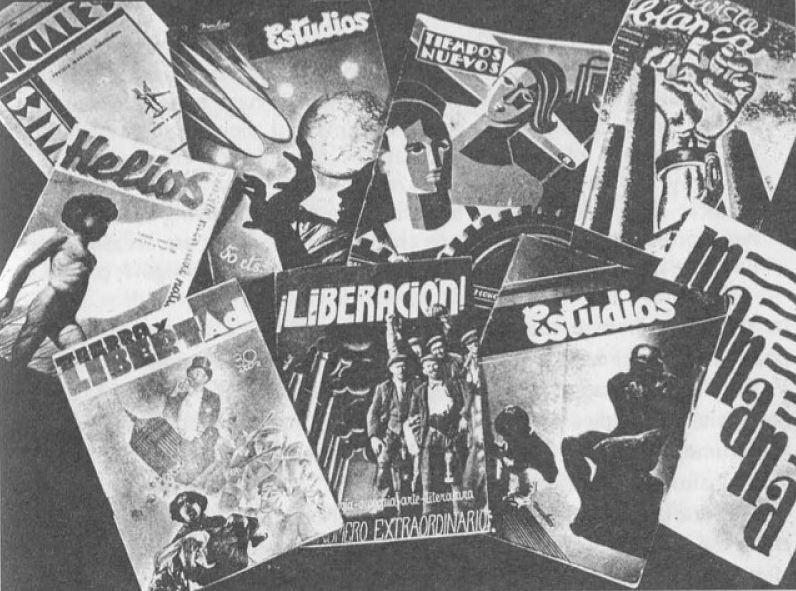
La presse a joué un rôle important dans la diffusion des idées libertaires en Espagne : un échantillon de publications associées à la CNT et à la FAI.

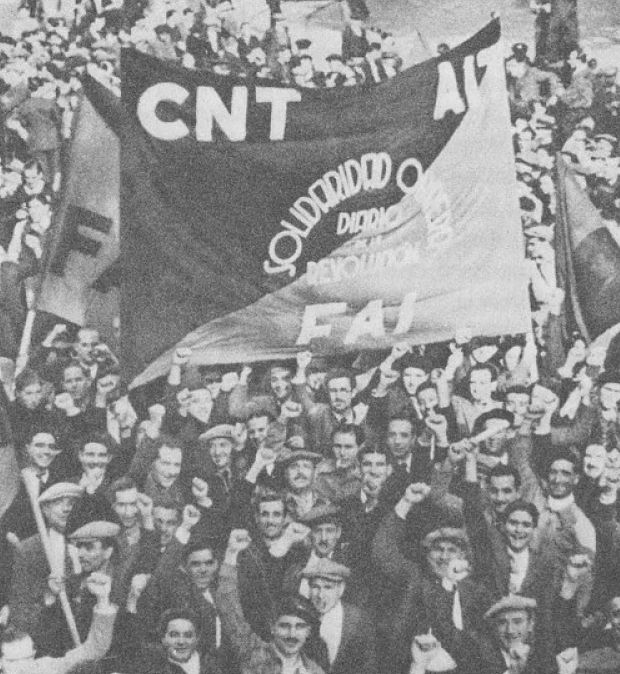
Une manifestation à Barcelone avec une bannière Solidaridad Obrera, le quotidien de la Révolution sociale espagnole de 1936.

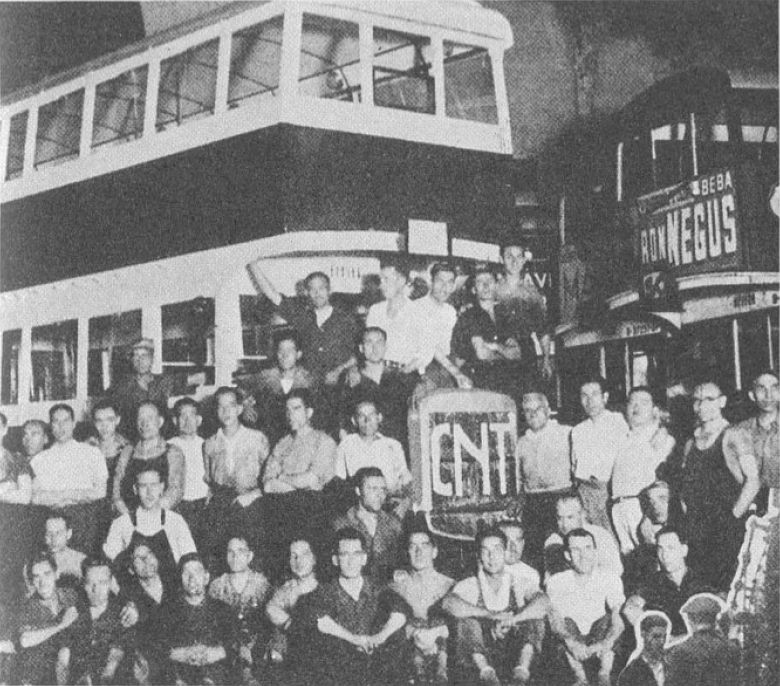
Le premier bus construit dans les ateliers de l'Entreprise Générale d'Autobus, collectivisée pendant la révolution sociale espagnole de 1936.

Après le soulèvement nationaliste des 17 et 18 juillet 1936 en Espagne, la CNT est à l'initiative de la création de milices antifascistes et de la collectivisation de l'industrie en Catalogne.
En Catalogne, à Valence, en Andalousie et en Aragon, la CNT et le mouvement libertaire représentent plus de la moitié des forces antifascistes et écrasent la tentative de coup d'État. Dans les zones où les socialistes et les républicains dominent (Centre, Asturies, Pays Basque) le combat anti-fasciste est plus incertain.

### Front unique antifasciste
À la veille des événements de juillet 1936, la CNT critique sévèrement la stratégie « anti-fasciste » (« front unique antifasciste ») des gouvernements de coalition de « front populaire ».
Dans les mois qui suivent la CNT est déchirée entre l'impératif de gagner la guerre civile contre le franquisme et la réalisation de la révolution sociale.
Dans un manifeste signé par la CNT et par la FAI paru dans Solidaridad Obrera durant l'été 1936, les deux organisations mettent en garde contre la mise en place d'un gouvernement de coalition, forcément tiraillé entre son aile majoritaire et minoritaire, caractérisé par une bureaucratisation des élites. Ils craignent que le résultat soit une lutte fratricide entre les tendances en opposition. Elles remettent en cause la nécessité d'un gouvernement de Front Populaire dans le cadre de la lutte antifasciste et dénoncent les gouvernements de la Généralité et de Madrid qui loin d'avoir empêché l'organisation du putsch franquiste, ont, par leur passivité et leurs hésitations, laissé les préparatifs se dérouler. La présence d'un gouvernement du Front Populaire ne serait qu'un échec car il serait le fruit d'un compromis entre les masses populaires et le capitalisme international. Or, la guerre se déroule bien sur le plan social. Les fondements même de l'État étant quotidiennement bafoués, le rôle d'un État modérateur, fondé sur l'équilibre et la conservation des classes, ne peut être un acteur positif.
La CNT-FAI ne soutient pas plus le concept d'« État ouvrier » qui est pour elle un obstacle à la réalisation de progrès révolutionnaires et inaugure un « nouvel esclavage politique ». « L'idée de remplacer ces gouvernements faibles, gardiens du cours des changes et des propriétés de la finance étrangère en Espagne, par un gouvernement fort basé sur une idéologie et une organisation politique révolutionnaire n'aboutirait en fait qu'à suspendre et à liquider l'activité autonome des masses travailleuses en armes, qu'à suspendre et liquider la Révolution. » La CNT plaide pour la poursuite des actions menées depuis juillet de manière non gouvernementale, non centraliste et non militariste.
Un brusque et surprenant retournement intervient quelques semaines plus tard. Au nom de l'unité antifasciste, la CNT réclame au Président du conseil du gouvernement central espagnol, Largo Caballero, la constitution d'un « conseil national de défense » de 15 membres où elle obtient 5 sièges. Selon la CNT, deux problèmes prioritaires doivent être résolus dans une collaboration loyale et désintéressée des membres du conseil : la victoire contre le fascisme et la consolidation de la reconstruction économique. Le CNT a pour objectif d'infléchir les décisions du conseil dans ce sens en y participant.

### Participations gouvernementales
Après d'intenses débats internes, la confédération participe finalement à deux gouvernements républicains, au gouvernement central de Madrid et au gouvernement de la région autonome de Catalogne.
Pour les partisans de la participation gouvernementale, la révolution sociale ne peut être défendue que par la victoire militaire et donc, dans le cadre d'une alliance au sein de la structure étatique anti-franquiste. Tout en réaffirmant son caractère anti-étatique et ennemie de toute forme de gouvernement par principe et conviction la CNT affirme que le contexte a fait perdre au gouvernement sa force d'oppression contre la classe ouvrière et que l'État a perdu sa représentation en tant qu'organisme clivant la société en classes. L'intégration des représentants de la CNT serait indispensable pour ne pas laisser agir « comme généraux les communistes et socialistes », pour « pouvoir se faire entendre dans les délibérations nationales sur la poursuite de la guerre ». La structure étatique n'aurait plus que des compétences de régularisation de la vie économique et sociale en accord avec les organisations ouvrières. Le gouvernement limiterait ses prérogatives au domaine militaire et à la coordination de l'œuvre révolutionnaire. Les membres de la CNT se faisant les porte-voix de la volonté collective ou majoritaire des masses ouvrières issue des assemblées générales.
Dans son discours du 3 janvier 1937, Federica Montseny affirme : « Les anarchistes sont entrés au gouvernement pour empêcher que la Révolution déviât et pour la poursuivre au-delà de la guerre, et encore, pour s'opposer à toute éventualité de tentative dictatoriale, d'où qu'elle vienne ».
Ce choix est critiqué par une partie de la CNT qui y voit la trahison des principes anarchistes et son inefficacité du fait de la démobilisation populaire qu'elle induit. En intégrant les gouvernements républicains, noyautés selon eux par les staliniens, les anarcho-syndicalistes mettent en péril la révolution sociale.
Au niveau international, certains anarchistes s'élèvent contre cette participation gouvernementale, comme Emma Goldman ou Sébastien Faure.
Camillo Berneri, anarchiste italien, venu se battre en Espagne, adresse de vives critiques à Federica Montseny, ministre anarchiste de la santé du gouvernement central de Largo Caballero, en avril 1937. Il dénonce l'action des gardes civils et des gardes d'assaut qui conservent les armes et qui désarment les noyaux révolutionnaires formés pour la défense. Il rappelle le massacre de Casas Viejas de 1933. Il critique le gouvernement qui offre des avantages à la France et à l'Angleterre au Maroc alors qu'il aurait été nécessaire de proclamer officiellement dès juillet 1936, l'autonomie politique marocaine. Il critique le fait que le ministère de l'Intérieur soit plus préoccupé de rétablir l'autorité de l'État sur des groupes « incontrôlables » au lieu de se consacrer à la liquidation de la « cinquième colonne » (organisations fascistes agissant à l'arrière du front républicain). Il s'en prend à l'évolution des comités et des délégués politiques des milices qui est amoindri par un système d'avancement et de promotion strictement militaires. Des bataillons entiers sont commandés par des officiers qui ne bénéficient pas de l'estime et de l'empathie des miliciens d'où la nécessité de rétablir l'éligibilité directe et le droit de destitution par ceux d'en bas.
Camillo Berneri accuse : « L'heure est venue de se rendre compte si les anarchistes sont au gouvernement pour être les vestales d'un feu sur le point de s'éteindre ou bien s'ils y sont désormais seulement pour servir de bonnet phrygien à des politiciens flirtant avec l'ennemi ou avec les forces de restauration de la "République de toutes les classes". Le dilemme : guerre ou révolution n'a plus de sens. Le seul dilemme est celui-ci : ou la victoire sur Franco grâce à la guerre révolutionnaire ou la défaite. »
Après les journées de mai 1937 à Barcelone, Federica Montseny reconnaîtra plus tard l'échec de cette participation : « On ne peut pas être à la fois dans la rue et dans le gouvernement », « Nous avions perdu la confiance des travailleurs et l'unité du mouvement s'était effritée ».
La suite de la guerre voit l'affaiblissement de la CNT face à la mainmise progressive du parti communiste sur la République. Cette prise en main donne lieu à des affrontements violents, notamment à Barcelone. Après la fin de la guerre en 1939, une répression brutale s'abat sur les militants espagnols, pour beaucoup contraints à se réfugier en France.

### Gouvernement de Madrid

#### Novembre 1936 - mai 1937
Le 4 novembre 1936, le syndicat décide de participer au gouvernement de Madrid. La confédération est représentée par quatre ministres : Juan García Oliver à la Justice, Joan Peiró à l'Industrie, Juan López Sánchez au Commerce et Federica Montseny à la Santé. Elle est la première femme ministre en Europe. Elle prend une série de mesures tout à fait révolutionnaires dans le contexte de l'époque, tout particulièrement dans la très catholique Espagne, telles que la libéralisation de l'avortement ou les programmes de soutien aux prostituées pour sortir de leur condition.

### Après la guerre
Fin 1945, le comité national de la CNT d'Espagne (clandestin) décide, contre l'opinion majoritaire en exil, de faire participer deux ministres au gouvernement Giral en exil : Leiva venant d'Espagne et Horacio Martínez Prieto qui vit à Orléans. Cela provoque une scission entre le courant réformiste et le mouvement libertaire-C.N.T en exil.
Au Congrès de Toulouse du 20 octobre 1947, une motion est adoptée à l'unanimité, l'aile réformiste ayant scissionné. La participation politique dans n'importe quel gouvernement est exclue de manière définitive. « Tout pouvoir constitué sur le principe de l'État politique et économique, quel que soit son nom et quels que soient les partis et organisations qui l'appuient, n'est qu'un des multiples visages de l'autorité […] notre mouvement a pour but final l'implantation du communisme libertaire, sans aucune étape de transition, et avec des tactiques conformes à nos principes ».
« Une écrasante majorité est revenue aux sources, à jamais guérie de toute velléité politique, convaincue que seule l'action directe des travailleurs peut amener la transformation sociale qui libère l'homme et supprime la société de classes. Honnêtement, sincèrement, tous ceux qui passèrent par des postes de direction militaire, administrative, politique, en sortirent écœurés et plus opposés que jamais à l'État. »

## Après la défaite

Emblème historique de la CNT.

Certains réfugiés en France continuent la lutte anti-fasciste en s'engageant dans la légion étrangère pour combattre l'Allemagne nazie, puis, après la défaite française de 1940, rejoignent les Forces françaises libres. D'autres forment la base des maquis anarchistes du sud de la France où leur expérience de la lutte armée sera utile. Les membres exilés de la CNT-FAI sont à l'origine de la création en 1946 de la CNT française.
Face au régime franquiste la CNT se scinde en deux courants. D'une part, la CNT « orthodoxe », constituée de l'ancienne direction en exil, défend fermement les principes anarchistes. Défendant les collectivisations et les milices, cette fraction souhaitait refermer la page de la participation aux gouvernements républicains pendant la guerre civile, qu'elle percevait comme une cause de l'affaiblissement du mouvement libertaire, et appelle à prendre les armes pour faire tomber la dictature : « la chute de Franco sera le fait de la résistance de l'intérieur, [de] l'action directe contre toutes les formes de tyrannie  (...) en marge de toute action diplomatique, en dehors et au-dessus de tout gouvernement ». De l'autre, la CNT « possibiliste », majoritaire en Espagne, persévérait dans la collaboration avec le reste des organisations antifranquistes, y compris en participant aux gouvernements républicains en exil, et défendait la négociation politique, avec pour objectif de rallier les puissances occidentales afin de provoquer la fin de la dictature.
La CNT connait une audience importante pendant la transition démocratique. Ainsi, quelques semaines à peine après la mort du dictateur, plus de 40 000 personnes sont réunies au cours du premier grand meeting de la CNT -pas vraiment autorisé- dans la périphérie de Madrid (San Sébastian de los Reyes). Quelques mois après, une foule de quelque 500 000 personnes sature les ramblas pour un meeting géant à Barcelone[réf. nécessaire]. La CNT est alors en mesure de mener des luttes importantes, capables de paralyser le pays (lutte des pompistes), et souvent victorieuses. Un moment crucial pour la renaissance de l’anarchosyndicalisme. Cette dynamique prend fin après toute une série de coups d’arrêts.
La CNT devient alors la bête à abattre, y compris au moyen de manipulations policières. Exemple historique, l’incendie de la Scala : le 15 janvier 1978, alors que la CNT, seule, réunit à Barcelone 15 000 manifestants contre le pacte de la Moncloa, des cocktails Molotov sont lancés contre une salle de spectacles, la Scala. Quatre salariés, dont deux adhérents de la CNT, meurent carbonisés. Aussitôt, une campagne médiatique se déclenche contre la CNT, accusée d’être assez folle pour brûler ses propres adhérents. Il a depuis été établi qu'un indicateur de police, Joaquin Gambin, est à la source de cet incendie criminel.

## Depuis Franco
Aujourd'hui la CNT compte entre 30 000 et 50 000 adhérents, c'est le deuxième syndicat anarchiste le plus grand au monde. Le syndicat est présent dans des centaines d'entreprises (surtout dans la petite et moyenne entreprise) et gagne de nombreux conflits[réf. nécessaire].

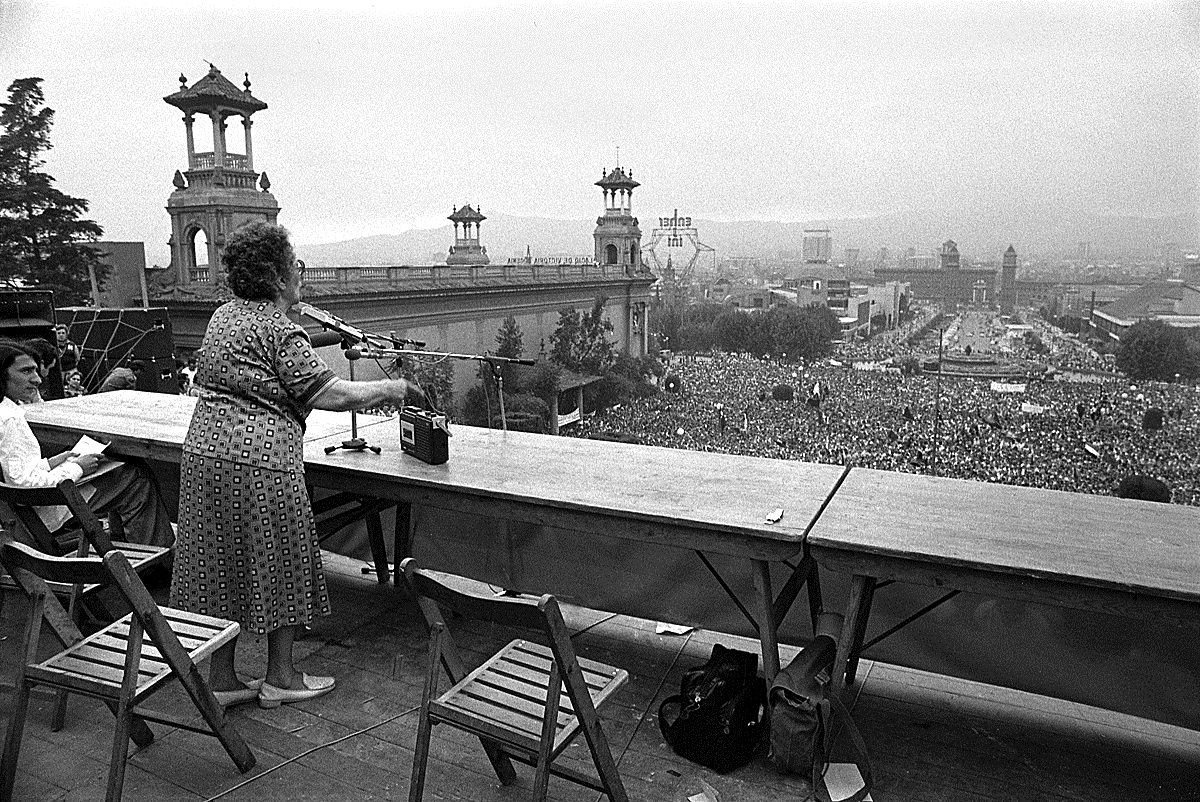
Federica Montseny prend la parole le 2 juillet 1977 à Barcelone lors du premier meeting de la CNT après la chute du régime franquiste

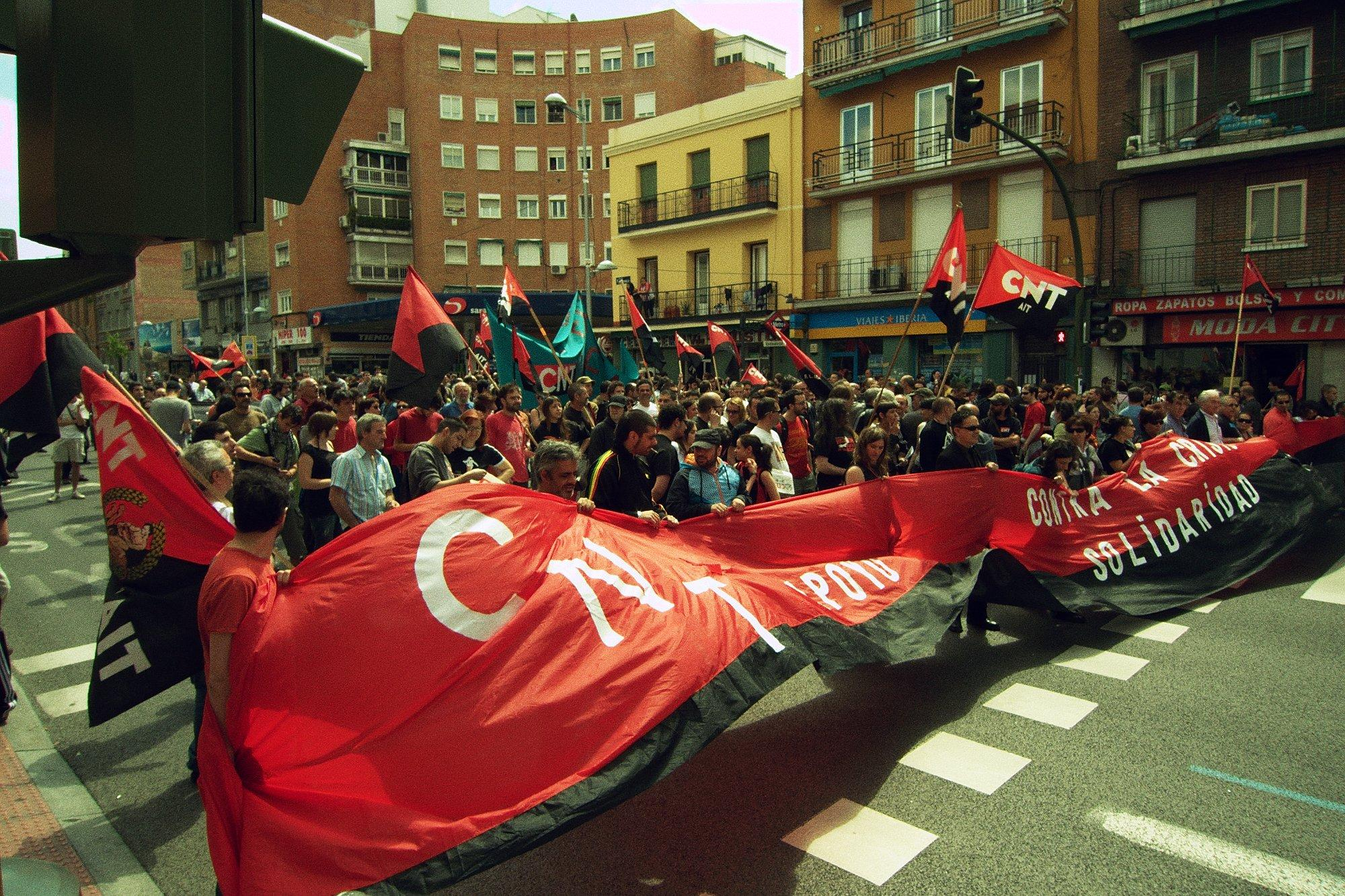
Manifestation de la CNT le 1er mai 2010 à Madrid.

Enfin, une partie des dirigeants avec Enric Marco, ancien secrétaire général, quittent la CNT en 1979 pour créer la CNT renovada ou CNT-congreso de Valencia. Le litige de la filiation conduit les deux organisations devant un tribunal qui dénie aux "possibilistes" le droit d'utiliser le sigle CNT du fait de leur rupture avec la filiation historique et idéologique de la CNT, ayant abandonné notamment un des principes majeur de l'anarchosyndicalisme, l'action directe, en lui substituant la participation aux élections professionnelles. L'organisation scissionniste prend alors le nom de Confederación general del trabajo (CGT).
La CNT a réalisé la grève la plus longue de toute l'histoire de la Catalogne en mars 2006[source insuffisante], dans le cadre de son conflit avec la chaîne de supermarchés Mercadona.
La CNT, la CGT et Solidaridad Obrera signent un pacte d'unité d'action en 2023 sans pour autant fusionner.

## Dans la fiction
- Lydie Salvayre, Pas pleurer, Paris, Le Seuil, Prix Goncourt 2014[17].

### Sources
- Souyri Pierre François, César M. Lorenzo, Les Anarchistes espagnols et le pouvoir 1868, Annales. Économies, Sociétés, Civilisations, 1970, vol. 25, n° 2, pp. 402-404, Persée.
- Freddy Gomez, César M. Lorenzo - Le mouvement anarchiste en Espagne, Le Monde libertaire, 14-20 septembre 2006, lire en ligne.
- Gérard Brey et Jacques Maurice, Casas-Viejas : réformisme et anarchisme en Andalouise (1870-1933), Le Mouvement Social, n°83, avril-mai 1973, texte intégral.
- Freddy Gomez, Un entretien avec Juan García Oliver, À contretemps, n°17, juillet 2004, texte intégral.
- Arnaud Dolidier, Milieux et mouvements libertaires pendant la Seconde République et la Guerre Civile espagnole, in Spagna Anno Zero: la guerra come soluzione, Diacronie. Studi di Storia Contemporanea, 7|2011, lire en ligne.
- (ca) « Confederació Nacional del Treball », Gran Enciclopèdia Catalana, sur enciclopedia.cat, Barcelone, Edicions 62..
- (es) Miguel Iñiguez, Esbozo de una Enciclopedia histórica del anarquismo español, Fundación de Estudios Libertarios Anselmo Lorenzo, Madrid, 2001, pp. 149-154.

#### Articles
- Frank Mintz, La CNT après Franco 1939-1984, Fondation Pierre Besnard, CPCA, n°28, janvier-mars 1985, lire en ligne.
- Édouard Waintrop, Martinez Lorenzo, l'historien critique, Libération, 7 août 2001, lire en ligne.
- Édouard Waintrop, Les écrans de la révolte, Libération, 11 août 2001, lire en ligne.
- Angel Herrerín López, CNT, les clés de l’énigme espagnole, Le Monde diplomatique, janvier 2009, [lire en ligne].
- Frédéric Goldbronn, Frank Mintz, Quand l’Espagne révolutionnaire vivait en anarchie, Le Monde diplomatique, décembre 2000, [lire en ligne].

#### Bande dessinée
- Bruno Loth, Les Fantômes de Ermo, tome 1, Éditions La Boîte à Bulles, 2017, présentation éditeur.

### Filmographie
- Richard Prost, Un autre futur : L'Espagne rouge et noir (1990) et Contre vents et marées (1995), 151 min, Les films du village, voir en ligne.
- Juan Gamero, Vivir la utopía (Vivre l'utopie), 96 min, TV Catalunya, 1997, voir en ligne.

#### Militants et militantes de la CNT
- Joan Peiró (secrétaire général en 1922-1923, fusillé en 1942)
- Ángel Pestaña (secrétaire général en 1929)
- Horacio Martínez Prieto (secrétaire général en 1934 et 1936)
- Ramon Rufat (secrétaire général en 1944-1945, 20 ans de prison)
- Isaac Puente Amestoy
- Antonio Ortiz Ramírez
- Lucía Sánchez Saornil
- Lola Iturbe
- Pepita Carpeña
- Mika Etchebéhère
- Amparo Poch y Gascón
- Suceso Portales
- Buenaventura Durruti
- Soledad Gustavo
- Diego Abad de Santillán
- Francisco Ascaso
- Sara Berenguer
- Teresa Claramunt
- Juan García Oliver
- Antoine Gimenez
- Gaston Leval
- Cipriano Mera
- Federica Montseny
- Antonio Ortiz Ramírez
- Suceso Portales
- María Silva Cruz
- Juan Manuel Molina Mateo
- Paquita Jolis Puig
- Martin Bernal Lavilla
- Anna Delso